# 金太郎。
金太郎。（日语：キンタロー。，1981年10月24日—），本名田中志保，日本女性搞笑藝人，出身於愛知縣岡崎市。所屬的經紀公司是松竹藝能。
畢業於關西外國語大學短期大學部，學生時代曾參加舞蹈部的活動，曾參加全國社交舞大賽，獲得第4名。大學畢業後成為不動產公司的事務員，有時會擔任社交舞講師。後來在一個婚禮餘興場上經大學前輩勸導，於2011年4月成為松竹藝能藝人學校第20期生。
擅長模仿，先後模仿過前田敦子、大島優子、北原里英、芹那、光浦靖子、杉本彩、武井咲、剛力彩芽、安吉麗娜·朱莉、黛維夫人、百田夏菜子、壇蜜等藝人。出道初期，主要模仿綠洲二人組的光浦靖子；上京前在茶館被客人提醒面容像前AKB48成員前田敦子，模仿對象逐漸轉為以前田為主。2012年在日本電視台《模仿大賽》、富士電視台《TUNNELS的託大家的福》等節目中大放異彩，迅速走紅。
金太郎曾參與2013年的單人搞笑大賽R-1大賽，並在該比賽中進入最後決賽圈。

## 外部連結
- 松竹藝能藝人列表 （页面存档备份，存于）
- 官方博客 （页面存档备份，存于）
- 金太郎。的X（前Twitter）